# Rosa Winter
Rosa Johanna Winter, nacida Kerndlbacher, (Mühlviertel 23 de diciembre de 1923-Linz, 16 de mayo de 2005) fue una mujer sobreviviente de un campo de concentración austríaco.

## Trayectoria
Winter nació en el seno de una familia Sinti, los Kerndlbacher. La familia vivía viajando, su padre vendía mercancías por los mercados de Austria. Rosa no fue a la escuela.
En el otoño de 1939, la propiedad de la familia fue confiscada como parte de la persecución de los romaníes y sinti por los nacionas socialistas en Salzburgo. De acuerdo, con el decreto de determinación, la familia fue llevada primero a un campo colectivo en los terrenos del hipódromo de Parsch (Aigen), y en septiembre de 1940, al campo de trabajos forzados para la construcción de carreteras en Salzburgo-Maxglan
Para la película Tiefland, Leni Riefenstahl, la productora, reclutó a la fuerza a sinti y gitanos del campo de Maxglan para que interpretaran a españoles. Rosa Kerndlbacher también fue seleccionada y llevada a Mittenwald para el rodaje. En el rodaje, esperaban mejores raciones que en los campos, pero "ya no eran necesarios" all final del rodaje.
Capturada de nuevo, después de una breve fuga, Rosa fue capturada de nuevo y deportada al campo de concentración de mujeres de Ravensbrück. Rosa Winter fue la única sobreviviente de su familia.
Rosa Winter se dio a conocer en 2003 gracias a la película Vom Leben und Überleben, un documental sobre las seis supervivientes del campo de concentración de mujeres de Ravensbrück, y al libro Uns hat es nicht geben sollen.

## Reconocimientos
En 2004, recibió la Condecoración de Oro al Mérito de la Provincia de Alta Austria.